# Мико Шкорић
Мико Шкорић (Вршани, 18. април 1953) је пензионисани пуковник Војске Републике Српске, командант Друге оклопне бригаде Војске Републике Српске, председник Удружења резервних војних старјешина ВРС и потпредседник Борачке организације Републике Српске.

## Биографија
Рођен је у Вршанима код Бијељине 1953. године. Основну школу је започео у родним Вршанима а завршио у Бачкој Паланци. Са 15 година се уписао у Средњу војну школу Југословенске народне армије у Школском центру оклопних
и механизованих јединица „Петар Драпшин“ у Бањалуци. Почетком 1992. је био командант оклопног батаљона ЈНА у саставу Школског центра оклопних и механизованих јединица у Бањалуци. Дана 22. маја 1992. генерал-мајор Славко Лисица долази у Школски центар и преузима команду, а пуковника Мику Шкорића у својству команданта батаљона ускоро ангажује у операцији пробоја Коридора живота.
Пуковник Шкорић је био командант Друге оклопне бригаде Војске Републике Српске која је основана на Мањачи 10. јуна 1992, а на ратишту је била активна до новембра 1995. године. Био је и командант Крњинске бригаде, која је надимак добила по планини Крњин у рејону Добоја. Током борби 1995. био је рањен у селу Врела на планини Озрен, након чега је пребачен на Војномедицинску академију у Београду. Као посљедица рањавања, изгубио је ногу. Командовао је многим операцијама током пробоја Коридора живота, затим у ослобађању Добоја и Дервенте, те на возућком ратишту.
Обавља дужност потпредседника Борачке организације Републике Српске. Живи у Бањалуци.

## Одликовања
Пуковник Мико Шкорић је одликован Орденом Немањића за истакнуте војничке подвиге у оружаној борби.